# ایجا- اوگ میکلاهولتشرپور
ایجا- اوگ میکلاهولتشرپور (به لاتین: Eyja- og Miklaholtshreppur) یک منطقهٔ مسکونی در ایسلند است که در وستورلاند واقع شده‌است. ایجا- اوگ میکلاهولتشرپور ۳۸۳ کیلومتر مربع مساحت و ۱۴۸ نفر جمعیت دارد.